# Melodifestivalen
Melodifestivalen (mɛlʊˈdiːfɛstɪˌvɑːlɛn, melodi — мелодия, festivalen — фестиваль) — музыкальный конкурс, проходящий в Швеции, организованный компаниями Шведское телевидение (SVT) и Шведское радио (SR) и определяющий представителя от Швеции на конкурс песни Евровидение.
Проводится почти ежегодно, начиная с 1958 года. С 2000 года Мелодифестивален стал самой популярной программой в Швеции. Конкурс транслируется также по радио и интернету.
В 2007 году полуфиналы посмотрело около 3,1 млн зрителей, и около 4 миллионов шведов посмотрели финал. Семь победителей фестиваля стали победителями самого конкурса Евровидение. Мелодифестивален оказывает также значительное влияние на шведскую музыку. С введением четырёх полуфиналов и раунда «Второй шанс» в 2002 году число участников увеличилось до 32.

## История
Первый конкурс прошел в 1958 году. Победила Алис Бабс с песней «Samma stjärna lyser för oss två» (со швед. — «Одна и та же звезда светит нам обоим»), позже переименованной в «Lilla stjärna» (со швед. — «Звёздочка»). Она заняла 4-е место из 10 на конкурсе песни Евровидение 12 марта 1958 года.
Мелодифестивален не проводился в 1964 году из-за забастовки певцов, в 1970 году — из-за скандинавского протеста против системы голосования (в 1969 году победили 4 страны: Испания, Великобритания, Нидерланды и Франция), в 1976 году — после того как SR организовывало Евровидение-1975, некоторые левые политические группы высказали мнение, что в случае победы Швеция не сможет позволить себе принять конкурс вновь. Было организовано движение «Alternativfestivalen», направленное против коммерческой музыки. Швеция также не отправляла исполнителя в том году.
С 2002 по 2021 года руководителем «Melodifestivalen» являлся Кристер Бьоркман, победитель фестиваля 1992 года и участник Евровидения-1992.

## Участие
Тысячи песен приняли участие в конкурсе с момента его начала. Несмотря на то, что это не запрещено правилами Евровидения, авторы песен, живущие вне Швеции, не допускаются к конкурсу. На самих артистов правило не распространяется. Для участия в конкурсе авторы и исполнители должны быть в возрасте 16 лет к моменту первого полуфинала Евровидения.

## Голосование
До 1999 года победитель Мелодифестивалена определялся жюри, которое формировалось по региональному или возрастному критерию. В 1993 году был проведён эксперимент с голосованием телезрителей, но попытка оказалась неудачной — шведская телефонная сеть вышла из строя из-за большого количества звонков.
Позднее была введена позиционная система голосования, аналогичная формату, использованному в конкурсе Евровидение. Каждое из 11 международных жюри отдаёт 1, 2, 4, 6, 8, 10 и 12 баллов семи лучшим, по их мнению, песням. Эти баллы составляют 50 % от общей суммы, оставшиеся 50 % составляют голоса телезрителей. Если песня получает 10 % голосов телезрителей, это эквивалентно 10 % от 473 баллов. Общий результат голосования — 2 × 473 баллов. Песня с наибольшим количеством баллов в конце голосования становится победителем.

## Победители Мелодифестивалена
| Год  | Песня                               | Перевод                                 | Исполнитель                       | Автор(ы)                                                                                | Место на Евровидении                   |
| ---- | ----------------------------------- | --------------------------------------- | --------------------------------- | --------------------------------------------------------------------------------------- | -------------------------------------- |
| 1958 | Lilla stjärna                       | Звёздочка                               | Алис Бабс                         | Оке Герхард, Гуннар Версен                                                              | 4                                      |
| 1959 | Augustin                            | Августин                                | Сив Мальмквист                    | Оке Герхард, Гарри Сандин                                                               | 9 (Брита Борг)                         |
| 1960 | Alla andra får varann               | Все остальные есть друг у друга         | Эстен Варнебринг/Ингер Берггрен   | Оке Герхард, Ульф Челльквист                                                            | 10 (Сив Мальмквист)                    |
| 1961 | April, april                        | Апрель, апрель                          | Сив Мальмквист/Гуннар Виклунд     | Бобби Эрикссон, Бо Энебю                                                                | 14 (Лилль-Бабс)                        |
| 1962 | Sol och vår                         | Солнце и весна                          | Ингер Берггрен/Лили Берглунд      | Оке Герхард, Ульф Челльквист                                                            | 7                                      |
| 1963 | En gång i Stockholm                 | Однажды в Стокгольме                    | Моника Сеттерлунд/Карли Турнехаве | Бобби Эрикссон, Беппе Вольгерс                                                          | 13                                     |
| 1964 | Не проводился                       | Не проводился                           | Не проводился                     | Не проводился                                                                           | Не проводился                          |
| 1965 | Annorstädes vals                    | Вальс в другом месте                    | Ингвар Виксель                    | Даг Вирен, Альф Хенриксон                                                               | 10 («Absent Friend»)                   |
| 1966 | Nygammal vals                       | Ново-старый вальс                       | Лилль Линдфорс и Сванте Турессон  | Бенгт-Арне Валлин, Бьорн Линдрот                                                        | 2                                      |
| 1967 | Som en dröm                         | Как сон                                 | Эстен Варнебринг                  | Курт Петерсон, Маркус Эстердаль, Патрис Хелльберг                                       | 8                                      |
| 1968 | Det börjar verka kärlek, banne mej  | Это уже похоже на любовь, чёрт возьми   | Клас-Гёран Хедерстрём             | Петер Химмельстранн                                                                     | 5                                      |
| 1969 | Judy, min vän                       | Джуди, мой друг                         | Томми Чёрберг                     | Роджер Уоллис, Бритт Лингеборг                                                          | 9                                      |
| 1970 | Не проводился                       | Не проводился                           | Не проводился                     | Не проводился                                                                           | Не проводился                          |
| 1971 | Vita vidder                         | Белые просторы                          | «Family Four»                     | Хокан Эльмквист                                                                         | 6                                      |
| 1972 | Härliga sommardag                   | Красивый летний день                    | «Family Four»                     | Хокан Эльмквист                                                                         | 13                                     |
| 1973 | Sommaren som aldrig säger nej       | Летом, которое никогда не говорит «нет» | «The Nova and The Dolls»          | Моника Доминик, Карл-Аксель Доминик, Ларс Форсселль                                     | 5 («You’re Summer»)                    |
| 1974 | Waterloo                            | Ватерлоо                                | «ABBA»                            | Бенни Андерссон, Бьорн Ульвеус, Стиг Андерсон                                           | 1                                      |
| 1975 | Jennie, Jennie                      | Дженни, Дженни                          | Лассе Бергхаген                   | Лассе Бергхаген                                                                         | 8                                      |
| 1976 | Не проводился                       | Не проводился                           | Не проводился                     | Не проводился                                                                           | Не проводился                          |
| 1977 | Beatles                             | Битлз                                   | «Forbes»                          | Клас Буре, Свен-Олоф Багге                                                              | 18                                     |
| 1978 | Det blir alltid värre framåt natten | К ночи всегда становится хуже           | Бьорн Шифс                        | Петер Химмельстранн                                                                     | 14                                     |
| 1979 | Satellit                            | Спутник                                 | Тед Ердестад                      | Тед Ердестад, Кеннет Ердестад                                                           | 17                                     |
| 1980 | Just nu!                            | Прямо сейчас!                           | Томас Ледин                       | Томас Ледин                                                                             | 10                                     |
| 1981 | Fångad i en dröm                    | Захвачен во сне                         | Бьорн Шифс                        | Бьорн Шифс, Бенгт Палмерс                                                               | 10                                     |
| 1982 | Dag efter dag                       | День за днём                            | «Chips»                           | Моника Форсберг, Лассе Хольм                                                            | 8                                      |
| 1983 | Främling                            | Незнакомец                              | Карола Хеггквист                  | Моника Форсберг, Лассе Хольм                                                            | 3                                      |
| 1984 | Diggi-Loo Diggi-Ley                 | Дигги-Лу, Дигги-Лей                     | «Herreys»                         | Бритт Линдеборг, Торгни Сёдерберг                                                       | 1                                      |
| 1985 | Bra vibrationer                     | Хорошие вибрации                        | Кикки Даниельссон                 | Ингела Форсман, Лассе Хольм                                                             | 3                                      |
| 1986 | E' de' det här du kallar kärlek?    | Это то, что ты называешь любовью?       | Лассе Хольм и Моника Тёрнелл      | Лассе Хольм                                                                             | 5                                      |
| 1987 | Fyra bugg och en coca cola          | Четыре жевательных резинки и кока-кола  | Лотта Энгберг                     | Микаэль Вендт, Кристер Лунд                                                             | 12 («Boogaloo»)                        |
| 1988 | Stad i ljus                         | Город света                             | Томми Чёрберг                     | Пю Бекманн                                                                              | 12                                     |
| 1989 | En dag                              | Однажды                                 | Томми Нильссон                    | Тим Норелл, Ула Хоканссон, Александр Бард                                               | 4                                      |
| 1990 | Som en vind                         | Словно ветер                            | «Edin-Ådahl»                      | Микаэль Вендт                                                                           | 16                                     |
| 1991 | Fångad av en stormvind              | Захваченная вихрем                      | Карола Хеггквист                  | Стефан Берг                                                                             | 1                                      |
| 1992 | I morgon är en annan dag            | Завтра будет новый день                 | Кристер Бьоркман                  | Никлас Стрёмстедт                                                                       | 22                                     |
| 1993 | Eloise                              | Элоиз                                   | «Arvingarna»                      | Лассе Хольм, Герт Ленгстранн                                                            | 7                                      |
| 1994 | Stjärnorna                          | Звёзды                                  | Мари Бергман и Рогер Пунтаре      | Петер Бертильссон, Микаэль Литтвольд                                                    | 13                                     |
| 1995 | Se på mig                           | Посмотри на меня                        | Ян Йохансен                       | Ингела Форсман, Бобби Люнггрен, Хокан Альмквист                                         | 3                                      |
| 1996 | Den vilda                           | Дикая                                   | «One More Time»                   | Нанне Грёнвалль, Петер Грёнвалль                                                        | 3                                      |
| 1997 | Bara hon älskar mig                 | Если только она любит меня              | «Blond»                           | Стефан Берг                                                                             | 14                                     |
| 1998 | Kärleken är                         | Любовь это…                             | Йилл Юнсон                        | Ингела Форсман, Бобби Люнггрен, Хокан Альмквист                                         | 10                                     |
| 1999 | Tusen och en natt                   | Тысяча и одна ночь                      | Шарлотта Нильсон                  | Герт Ленгстранн, Ларс Дидриксон                                                         | 1 («Take Me to Your Heaven»)           |
| 2000 | När vindarna viskar mitt namn       | Когда ветер шепчет моё имя              | Рогер Понтаре                     | Томас Хольмстранн, Линда Янссон, Петер Даль                                             | 7 («When Spirits Are Calling My Name») |
| 2001 | Lyssna till ditt hjärta             | Прислушайся к своему сердцу             | «Friends»                         | Томас Г:сон, Хенрик Сетссон                                                             | 5 («Listen to Your Heartbeat»)         |
| 2002 | Never Let It Go                     | Никогда не отпускай                     | «Afro-dite»                       | Маркос Убеда                                                                            | 8                                      |
| 2003 | Give Me Your Love                   | Дай мне свою любовь                     | «Fame»                            | Калле Киндбом, Карл Сольвниц                                                            | 5                                      |
| 2004 | Det gör ont                         | Больно                                  | Лена Филипссон                    | Томас «Оруп» Эрикссон                                                                   | 5 («It Hurts»)                         |
| 2005 | Las Vegas                           | Лас-Вегас                               | Мартин Стенмарк                   | Никлас Эдбергер, Йохан Франссон, Тим Ларссон, Тобиас Лундгрен                           | 19                                     |
| 2006 | Evighet                             | Вечность                                | Карола                            | Карола, Бобби Юнггрен, Томас Г:сон, Хенрик Викстрюм                                     | 5 («Invincible»)                       |
| 2007 | The Worrying Kind                   | Беспокойный характер                    | «The Ark»                         | Ола Сало                                                                                | 18                                     |
| 2008 | Hero                                | Герой                                   | Шарлотта Перелли                  | Бобби Юнггрен, Фредрик Кемпе                                                            | 18                                     |
| 2009 | La Voix                             | Голос                                   | Малена Эрнман                     | Фредрик Кемпе                                                                           | 21                                     |
| 2010 | This is My Life                     | Это моя жизнь                           | Анна Бергендаль                   | Бобби Юнггрен, Кристиан Лагерстрем                                                      | 11 (п/ф)                               |
| 2011 | Popular                             | Популярный                              | Эрик Сааде                        | Фредрик Кемпе                                                                           | 3                                      |
| 2012 | Euphoria                            | Эйфория                                 | Лорин                             | Томас Г:сон, Питер Бострём                                                              | 1                                      |
| 2013 | You                                 | Ты                                      | Робин Шернберг                    | Робин Шернберг, Линнеа Деб, Джой Деб, Йоаким Харестад Хаукаас                           | 14                                     |
| 2014 | Undo                                | Отменить                                | Санна Нильсен                     | Фредрик Кемпе, Дэвид Крюгер, Хамед «K-One» Пироузпанах                                  | 3                                      |
| 2015 | Heroes                              | Герои                                   | Монс Сельмерлёв                   | Антон Мальмберг Хорд аф Сегерстад, Джой Деб, Линнеа Деб                                 | 1                                      |
| 2016 | If I Were Sorry                     | Если бы я сожалел                       | Франс                             | Франс, Оскар Фогельстром, Михаэль Саксел, Фредрик Андерссон                             | 5                                      |
| 2017 | I Can’t Go On                       | Я не могу идти дальше                   | Робин Бенгтссон                   | Дэвид Крюгер, Хамед «K-One» Пироузпанах, Робин Шернберг                                 | 5                                      |
| 2018 | Dance You Off                       | Затанцевать тебя                        | Беньямин Ингроссо                 | MAG, Луис Шёрл, К. Нита, Беньямин Ингроссо                                              | 7                                      |
| 2019 | Too Late for Love                   | Слишком поздно для любви                | Джон Лундвик                      | Джон Лундвик, Андерс Вретхов, Андрес «Stone» Йоханссон                                  | 5                                      |
| 2020 | Move                                | Двигаться                               | The Mamas                         | Мелани Вехбе, Патрик Жан, Герман Гардарфве                                              | Конкурс отменён                        |
| 2021 | Voices                              | Голоса                                  | Туссе                             | Джой Деб, Линнеа Деб, Джимми «Joker» Торнфельдт, Андерс Вретхов                         | 14                                     |
| 2022 | Hold Me Closer                      | Обними меня крепче                      | Корнелия Якобс                    | Иса Молин, Давид Занден, Корнелия Якобс                                                 | 4                                      |
| 2023 | Tattoo                              | Татуировка                              | Лорин                             | Джимми «Joker» Торнфельдт, Джимми Янссон, Лорин, Кацци Опея, Питер Бострём, Томас Г:сон | 1                                      |
| 2024 | Unforgettable                       | Незабываемая                            | «Marcus & Martinus»               | Джимми «Joker» Торнфельдт, Джимми Янссон, Джой Деб, Линнеа Деб, Marcus & Martinus       | 9                                      |
| 2025 | Bara bada bastu                     | Просто сидим в сауне                    | «KAJ»                             | Андерс Вретхов, KAJ, Кристофер Страндберг, Роберт Сковронский                           | 4                                      |
| 2026 | TBA                                 | TBA                                     | TBA                               | TBA                                                                                     | TBA                                    |